# Tove Pils
Tove Pils, född 24 september 1984, är en svensk filmregissör och manusförfattare. Hon är mest känd för sina två filmer Push Me från 2014 och Labor från 2023.

## Biografi
Pils har studerat film vid Malmö högskola. Hon har även läst på skrivarlinjen på Österlens folkhögskola och har tagit masterexamen i filmproduktion vid HDK-Valand i Göteborg. Delar av 2010-talet tillbringade hon i San Francisco under arbetet med dokumentärfilmen Labor. 

### Filmskapande
I sitt filmskapande arbetar Pils både dokumentärt och mer fiktionsbaserat – med inblandning av manus. Ämnena i filmerna behandlar i regel sexualitet, makt, att överskrida gränser och normer. 2008 kom kortfilmen Att inte sprängas och 2014 Push Me. Den senare är en kortfilm med relation till BDSM och dess gränsöverskridande. I den filmen ville Pils skapa en queerfeministisk produktion, både i förhållande till filminnehållet och själva skapelseprocessen.
2023 kom, efter ett drygt decenniums förarbete och filmande, den längre filmdokumentären Labor. Den har jämförts med Ninja Thybergs Pleasure, och båda filmerna är resultat av mångårigt studerande av livsöden i och runt sexbranschen i Kalifornien. Pils' film följer svenska Hanna som bosätter sig i San Francisco och lär sig uppskatta miljöer, människor och levnadssätt. Detta inkluderar den mycket livaktiga queerscenen, där en del människor skaffar sig inkomster genom olika slags sexarbete. I filmen berättas om olika slags arbetsvillkor och ingångar i branschen, stigma och lockelser. Filmen hade premiär på Göteborgs filmfestival 2023 och en allmän biopremiär i oktober samma år.

## Filmografi
- Att inte sprängas (2008)[1]
- Push Me (2014)
- Labor (2023)[9]